# Јовица Павић
Јовица Павић је српски позоришни редитељ, редовни професор на Факултету уметности у Приштини, Звечану.

## Биографија
Рођен је 29. марта 1957. године у Бањој Луци.  Дипломирао је позоришну и радио режију на Факултету драмских уметности у Београду 1981. године представом Партија ремија Доналда Ли Кобурна у Атељеу 212 у Београду.
Режирао више од 70 представа у позориштима у Београду, Новом Саду, Нишу, Ужицу, Суботици, Крагујевцу, Лесковцу, Кикинди (Србија), Бањалуци, Сарајеву, Мостару, Тузли, Зеници (БиХ), Загребу, Дубровнику, Вараждину, Осијеку (Хрватска), Подгорици (Црна Гора), Скопљу, Битољу, Охриду (Македонија), Марибору, Цељу (Словенија), Старој Загори (Бугарска).

## Театрографија
- Партија ремија, Доналд Ли Кобурн (Атеље 212, Београд, 26. 05. 1981)[2]
- Лудило удвоје, Ежен Јонеско (Народно позориште Босанске крајине, Бања Лука, 27. 11. 1981)
- Малограђанска свадба, Бертолт Брехт (Народно позориште Босанске крајине, Бања Лука, 05. 10. 1982)
- Ни риба ни месо, Франц Ксавер Крец (Атеље 212, Београд, 03. 12. 1982)[3]
- Трен 2, Антоније Исаковић (Студентски културни центар, Београд, 03. 10. 1983)
- Дјечија болест: Отац на службеном путу, Абдулах Сидран (Народно позориште Зеница, 22. 03. 1984)
- Представа Хамлета у селу Мрдуша Доња, Иво Брешан (Народно позориште Босанске крајине, Бања Лука, 14. 09. 1984)
- Живот и прикљученија војника Ивана Чонкина, Владимир Војнович (Народно позориште у Мостару, 17. 12. 1984)
- Марија се бори с анђелима, Павел Кохоут (Народно позориште Тузла, 12. 03. 1985)
- Велики бриљантни валцер, Драго Јанчар (Народно позориште Босанске крајине, Бања Лука, 01. 10. 1985)
- Главни згодитак, Фадил Хаџић (Народно позориште Зеница, 21. 11. 1985)
- Увод у други живот, Мирко Ковач (Народно позориште Зеница, 10. 12. 1985)
- Путујуће позориште Шопаловић, Љубомир Симовић (Народно позориште Тузла, 27. 05. 1986)
- Нечастиви на Филозофском факултету, Иво Брешан (Народно казалиште "Аугуст Цесарец", Вараждин, 03. 10. 1986)
- Метастабилни граал, Ненад Прокић (Словенско народно гледалишче, Марибор, 20. 01. 1987)
- Дом Бергманових, Ненад Прокић (Хрватско народно казалиште, Осијек, 07. 03. 1987)
- Свети Георгије убива аждаху, Душан Ковачевић (Театар "Јоаким Вујић", Крагујевац, 24. 04. 1987)[4]
- Беснило, Борислав Пекић (Београдско драмско позориште, 27. 02. 1988)[5]
- Клаустрофобична комедија, Душан Ковачевић (Народно позориште Босанске крајине, Бања Лука, 05. 04. 1988)
- Силе у ваздуху (Сили во воздухот), Небојша Ромчевић (Драмски театар, Скопље, 14. 09. 1988)
- Рухо, Шемсудин Гегић (Народно позориште у Мостару, 23. 12. 1988)
- Посљедња потјера за златом, Гордан Михић (Народно позориште Сарајево, 07. 02. 1989)
- Рајске тице, Миленко Горановић (Камерни театар 55, Сарајево, 09. 05. 1989)
- Нечастиви на Филозофском факултету, Иво Брешан (Сатиричко казалиште "Јазавац", Загреб, 18. 10. 1989)
- Леда, Мирослав Крлежа (Казалиште Марина Држића, Дубровник, 10. 02. 1990)
- Едмонд, Дејвид Мемет (Словенско људско гледалишче, Цеље, 13. 04. 1990)
- Дјечија болест: Отац на службеном путу, Абдулах Сидран (Народно позориште у Нишу, 22. 06. 1990)
- Професионалац, Душан Ковачевић (Театар "Јоаким Вујић", Крагујевац, 02. 11. 1990)[6]
- Голубњача, Јован Радуловић (Театар "Јоаким Вујић", Крагујевац, 15. 11. 1990)[7]
- Бановић Страхиња, Борислав Михајловић Михиз (Српско народно позориште, Нови Сад, 26. 01. 1991)
- Зимски дворац, Небојша Ромчевић (Позориште на Теразијама, Београд, 26. 04. 1991)
- Ђенерал Милан Недић, Синиша Ковачевић (Звездара театар, Београд, 12. 04. 1992)
- Семе, Мирољуб Недовић (Крајишко народно позориште, Бања Лука, 19. 10. 1992)
- Гробљанска, Небојша Ромчевић (Звездара театар, Београд, 24. 12. 1992)
- Ђенерал Милан Недић, Синиша Ковачевић (Народно позориште Републике Српске, Бања Лука, 16. 04. 1993)
- Кисеоник, Миодраг Ђукић (Народно позориште у Нишу, 06. 10. 1993)
- Пигмалион, Џорџ Бернард Шо (Народно позориште у Београду, 07. 03. 1994)
- Нови светски поредак, Драган Симеуновић (Студентски културни центар, Београд, 04. 03. 1995)
- Извањац, Игор Бојовић (Црногорско народно позориште, Подгорица, 04. 05. 1995)
- Осмех анђела, Гордан Михић (Театар "Јоаким Вујић", Крагујевац, 01. 06. 1996)
- Пигмалион, Џорџ Бернард Шо (Народно позориште Републике Српске, Бања Лука, 23. 12. 1996)
- Силе у ваздуху, Небојша Ромчевић (Народно позориште Републике Српске, Бања Лука, 02. 05. 1997)
- Огњена купина, Јелица Зупанц (*потписана је колективна режија, Театар "Јоаким Вујић", Крагујевац, 09. 10. 1997)
- Амадеус, Питер Шефер (Народно позориште Суботица, 31. 03. 1998)
- Командант Сајлер, Борислав Михајловић Михиз (Народно позориште Републике Српске, Бања Лука, 17. 10. 1998)
- Хајдуци, Бранислав Нушић (Мало позориште "Душко Радовић", Београд, 23. 10. 1999)
- Три боје дуге, Радослав Павловић (Позориште "Славија", Београд, 11. 02. 2000)
- Сан летње ноћи, Вилијем Шекспир (Народно позориште Републике Српске, Бања Лука, 15. 04. 2000)
- Дамин гамбит, Душан Цветић (Позориште "Славија", Београд, 10. 03. 2001)[8]
- Породичне приче, Биљана Србљановић (Народно позориште Републике Српске, Бања Лука, 18. 05. 2002)
- 101 година на дну, Максим Горки (Народно позориште Републике Српске, Бања Лука, 05. 06. 2003)
- Ноћ ђенерала, Вук Драшковић (Народно позориште Ужице, 30. 04. 2003)[9]
- Кафана "Код заједно", Љиљана Лашић (Позориште "Славија", Београд, 11. 02. 2004)
- Петар Кочић, Гојко Бановић, Жељко Стјепановић (Народно позориште Републике Српске, Бања Лука, 05. 04. 2004)
- Превртач, Ненад Вујадиновић (Српска сцена "Нушић", Театар Центар, Македонски народен театар, Скопље, 03. 02. 2006)
- Дејство гама зрака на сабласне невене, Пол Зиндел (Народно позориште у Нишу, 29. 12. 2006)
- Сабирни центар, Душан Ковачевић (Народно позориште у Нишу, 11. 03. 2007)[10]
- Виолиниста на крову (Свирач на покривот), Џозеф Стајн и Џери Бок (Народен театар, Битола, Битолска опера и Охридско лето, 13. 08. 2007)
- Малограђанска свадба, Бертолт Брехт (Народно позориште Тузла, 19. 03. 2008)
- Метро (Приче из бијелог свијета), Мирољуб Недовић (Дјечије позориште Републике Српске, Бања Лука, 30. 09. 2008)
- Иза кулиса, Мајкл Фрејн (Народно позориште Тузла, 19. 11. 2009)
- Спашени, Едвард Бонд (Босанско народно позориште Зеница, 22. 03. 2011)
- Половњаче, Луц Хибнер (Народно позориште Лесковац, 15. 04. 2011)
- Виктимолошка прича, Момчило Ковачевић (Установа културе "Вук Караџић", Београд, 13. 07. 2012)
- Галеб, Антон Павлович Чехов (Народно позориште Лесковац, 24. 04. 2014)[11]
- Поп Ћира и поп Спира, Стеван Сремац (Вечерња сцена "Радовић", Београд, 14. 03. 2015)[12]
- Мрешћење шарана, Александар Поповић (Народно позориште Кикинда, 10. 10. 2015)[13]
- Ко се боји Вирџиније Вулф, Едвард Олби (Народно позориште Тузла, 12. 02. 2016)[14]
- Двеста, Петар Михајловић (Књажевско-српски театар Крагујевац, 10. 03. 2018)

У Књажевско-српском театру режирао је представе Свети Георгије убива аждаху Д. Ковачевића (1987), Професионалац Д. Ковачевића (1990), Голубњача Ј. Радуловића (1990) и Осмех анђела Г. Михића (1996). Представе Свети Георгије убива аждаху и Голубњача учествовале су на бројним фестивалима и тријумфовале на Позоришним сусретима "Јоаким Вујић" (између осталих и Награде за најбољу режију), 2018. године режирао представу Двеста по тексту Петра Михајловића.